# Daniel Popescu (cestista)
Daniel Ionuț Popescu (Bucarest, 24 aprile 1988) è un cestista rumeno.

## Palmarès
- Coppa di Romania: 2

Pitești: 2012
CSO Voluntari: 2021